# (21695) Hannahwolf
(21695) Hannahwolf (1999 RG49) – planetoida z pasa głównego asteroid okrążająca Słońce w ciągu 3,82 lat w średniej odległości 2,44 j.a. Odkryta 7 września 1999 roku.